# حديبة (تشريح)

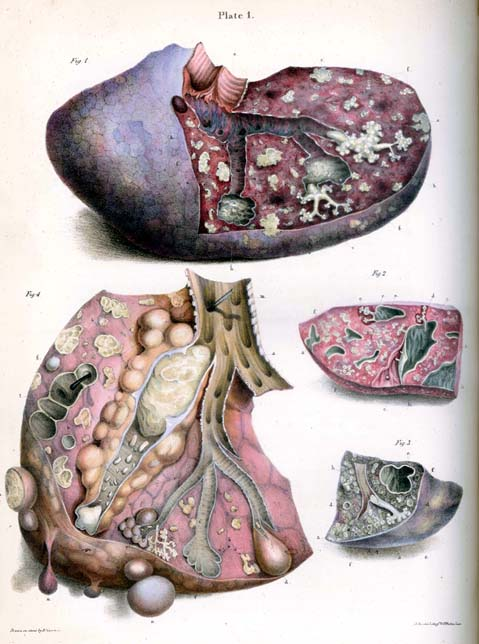
توضيح كارسويل (Carswells) للحديبة عام 1838

الحديبة تصف في علم التشريح عُقيدَة دائرية أو بارزة صغيرة أو نمو ثؤلوي يوجد على العظم أو البشرة، ويوجد في الرئتين في الحالات المصابة بمرض السل. أما في علم النبات فتُسمَّى دُريْنَة أو عُسْقُل أو عُسْقُول.
بالإضافة إلى الأنواع التي توجد داخل جسم الإنسان أو عليه (وكذلك أنواع معينة من الحيوانات) كما سيرد ذكره فيما يلي، توجد الحديبات أيضًا على الحافة العليا لزعانف الحوت السنامي، الأمر الذي يُحسن تدفق المياه فوق سطح الزعانف.[بحاجة لمصدر]

## في علم النبات

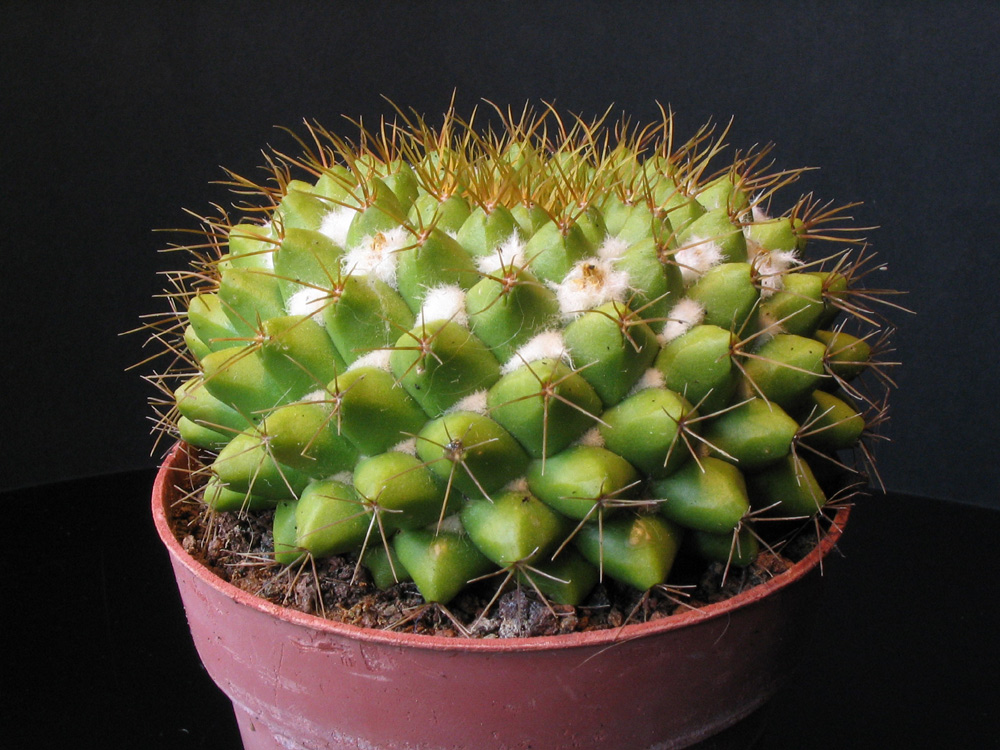
الدُّرَيْنَات تبدو على أحد أنواع جنس نبات الضرعاء.

تعد الدُريْنَة عمومًا نتوءًا شبيهًا بالثؤلول لكن لها معنى مختلفًا قليلاً اعتمادًا على فصيلة النباتات المستخدمة للإشارة إليها. في حالة بعض الأركيد والصبار، فإنه يشير إلى عقدة مستديرة أو بروز صغير أو نتوء ثؤلولي موجود على شفية. عند الإشارة إلى بعض أفراد عائلة البازلاء، يتم استخدامه للإشارة إلى الزوائد الشبيهة بالثؤلول الموجودة في الجذور.

## الأنواع
يوجد داخل جسم الإنسان العديد من المواضع التي تنمو عندها الحديبات. ففي العظام تكون الحديبات عمومًا هي مواضع التحام العضلة. بينما داخل الرئتين والأعضاء التناسلية، تكون الحديبات مواضع مرضية.

### الفم
توجد الحديبات عادةً خلف الضرس الأخير في الفك العلوي، وتغطيه اللثة. ويتم التدخل جراحيًا لجعل الحديبات أقل بروزًا.

### الذراعان
يوجد في عظم العضد في الذراع حديبتان، هما الحديبة الكبيرة للعضد والحديبة الصغيرة للعضد. وتقع هاتان الحديبتان عند الحافة الدانية من العظم، وهي النهاية التي تتصل بعظم الكتف. وتقع الحديبتان الكبيرة والصغيرة للعضدي من أعلى الأخرم من الناحية الجانبية والسفلية.

### الساق

تعظم الناتئ:مركز التعظم المشاشي; عظم الجدل; مركز التعظم الناتئي

إن أكثر الحديبات بروزًا في عظم الظنبوب المعروف بقصبة الساق أو عظم الساق الأكبر هي أحدوبة الظنبوب. وتوجد أحدوبة الظنبوب على سطح الظنبوب الأمامي، في وضع داني من اللقمة الإنسية. كما تنشئ بروزًا عظميًا أسفل الرضفة مباشرةً، ويمكن تحديد موضعها بسهولة باستخدام الأصابع. وتنشئ نقطة اتصال في الرباط الرضفي أو القيد الرضفي.
تضم الحديبات الأخرى في عظم قصبة الساق (الظنبوب) الحديبة الإنسية بين اللقمتين والحديبة الوحشية بين اللقمتين وحديبة جيردي.

### الرئتان
تتكون الحديبات نتيجة الإصابة ببكتريا المتفطرة السلية في مرض السل. الورم الحبيبي يتكون في النسيج المصاب ويحدث النخر في مركز النسيج. وتعرف الحديبات أيضًا باسم العقيدة السلية.

### الأذنان
بعد مرور ستة أسابيع من الحمل، تنشأ ست تورمات في نسيج يسمى بروزات هيس (Hiss) حول الأذن والتي تكون قناة الأذن. ثم تلتحم تلك البروزات في النهاية لتكون الأذن الخارجية. نتوء دارونK هو تشوه بسيط في نقطة الوصل بين البروز الرابع والخامس من بروزات هيس. ويوجد نتوء دارون لدى عدد ضئيل ملموس من الأشخاص ويأخذ شكل عقدة غضروفية أو تحدب على إطار الأذن الخارجية، والذي يعتقد أنه إثارة لمفصل كان يسمح بتدوير أو إسقاط الجزء الأعلى من أذن الأسلاف على فتحة الأذن.

### الأعضاء التناسلية
إن الحديبة التناسلية هي عبارة عن تحدب صغير ينمو في النهاية ليصبح قضيب في ذكر جنين الإنسان ويصبح بظر إذا كان الجنين أنثى.

### المخ
يوجد السبيل الحاجزي الحديبي في مخ الإنسان وكذلك مخ الخراف. ويوجد بجانب السبيل الحاجزي الوطائي. لكن وظيفتها في المخ غامضة حتى وقتنا هذا.